# Coach et Pygmalion

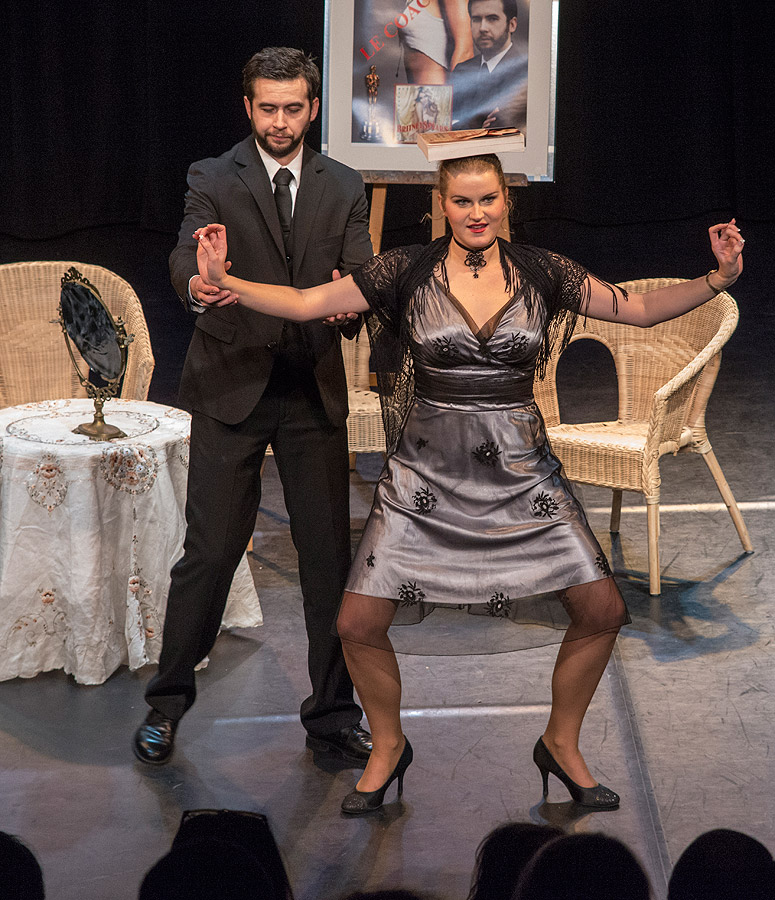

Coach et Pygmalion est une comédie de la dramaturge et romancière française Sylvie Cassez.

## Création
Cette comédie est écrite en onze actes et en prose. Elle a été créée et publiée en 2012. Le sujet reprend le mythe de Pygmalion et est une version moderne et libre du Pygmalion de George Bernard Shaw.

## Résumé
Eliza Doolittle rencontre John Higgins à la terrasse d'un café. Ce dernier remarque ses nombreuses fautes de français, ainsi que sa vivacité d'esprit et propose à une de ses collègues professeur à l'université de Londres, Hortense Pickering, de faire un pari : il pourrait coacher cette jeune fille vulgaire et la présenter au premier ministre britannique au bout de 6 mois de formation. Eliza accepte d'être « coachée » par Higgins et vient habiter chez lui pour lui servir également de secrétaire. Au cours de la pièce, on voit doucement évoluer le personnage d'Eliza, modelée par son coach et qui finit par devenir une véritable lady. Une histoire d'amour va progressivement naître entre les deux protagonistes,.

## Édition
- Sylvie Cassez, Coach et Pygmalion, ABS édition, collection « Théâtre », 1er octobre 2012, 59 pages, préface de Bernard Hautecloque  (ISBN 9782915839852)[4]